# Niurka Montalvo
Niurka Montalvo, född 4 juni 1968 i Havanna, är en spansk före detta friidrottare som tävlade i längdhopp. 
Montalvo började sin karriär som kubansk friidrottare och blev silvermedaljör vid VM i Göteborg 1995. 1999 vann Montalvo VM-guld i Sevilla och samma år blev hon spansk medborgare. Kubas friidrottsförbund stoppade henne att delta vid OS 2000 men året efter blev Montalvo bronsmedaljör vid VM 2001 i Edmonton.

## Personliga rekord
- Längdhopp - 7,06
- Tresteg - 14,60